# Stylaster multiplex
Stylaster multiplex är en nässeldjursart som beskrevs av Sydney John Hickson och J.L. England 1905. Stylaster multiplex ingår i släktet Stylaster och familjen Stylasteridae. Inga underarter finns listade i Catalogue of Life.